# Liebe ist meine Religion
Liebe ist meine Religion ist das zweite Album von Frida Gold. Es beinhaltet deutschsprachige Lieder, die einen Mix aus Pop, Elektro und Disco enthalten. Teile des Albums wurden in Los Angeles aufgenommen. Das Foto-Shooting fürs Booklet fand in London statt. Das Album wurde in Deutschland mit Gold ausgezeichnet.

## Hintergrund
Die meisten Stücke wurden wie beim Debütalbum wieder von Alina Süggeler und Andi Weizel geschrieben. Nach Beendigung des Festivalsommers 2012 zogen sich die beiden in das Wohnungs-eigene Studio in Berlin zurück, um Ideen für das zweite Album zu sammeln. Anschließend zogen die Bandmitglieder in ein kleines Strandhaus in Venice, Los Angeles, um weiter am zweiten Album zu arbeiten. Während der Albumproduktion arbeiteten Frida Gold mit verschiedenen internationalen Produzenten, wie Guy Chambers, dem früheren Produzenten von Robbie Williams, Billy Mann, dem Produzenten und Co-Autor von Pink und mit Rick Nowels, der zuvor bereits mit Madonna und Lana del Rey gearbeitet hatte, zusammen. Die Finalisierung des Albums erfolgt in Berlin.
Das Covershooting fand im Februar 2013 in Zusammenarbeit mit dem Starfotografen Rankin in London statt. Süggeler hatte bereits zuvor mit Rankin für ein Shooting für die Diesel Black Gold Fall / Winter Kollektion 2012 zusammengearbeitet.
Bei der Echoverleihung 2013 im März 2013 stellten Frida Gold erstmals die erste Single-Auskopplung Liebe ist meine Rebellion vor, welche einen Sample von Galas Freed from Desire aus dem Jahr 1996 enthält. Das dazugehörige Musikvideo wurde vom Berliner Regisseur Specter inszeniert, dem Labelchef von Aggro Berlin.

## Titelliste

### CD
| #   | Titel                          | Text                                      | Musik                                                                    | Länge |
| --- | ------------------------------ | ----------------------------------------- | ------------------------------------------------------------------------ | ----- |
| 1.  | 6 Billionen                    | Alina Süggeler, Billy Mann, Robin Grubert | Alina Süggeler, Billy Mann, Andreas Weizel, Robin Grubert, David Schuler | 3:53  |
| 2.  | Liebe ist meine Rebellion      | Gala Rizzatto                             | Filippo Carmeni, Maurizio Molella                                        | 4:03  |
| 3.  | Die Dinge haben sich verändert | Alina Süggeler, Axel Bosse                | Alina Süggeler, Guy Chambers                                             | 4:19  |
| 4.  | Leuchten                       | Alina Süggeler, Robin Grubert             | Alina Süggeler, Robin Grubert, Andreas Weizel                            | 4:27  |
| 5.  | Rosegarden                     | Alina Süggeler, Robin Grubert             | Alina Süggeler                                                           | 3:53  |
| 6.  | Himmelblau                     | Alina Süggeler, Robin Grubert             | Alina Süggeler, Robin Grubert                                            | 3:34  |
| 7.  | The Time Is Always Now         | Alina Süggeler, Robin Grubert             | Alina Süggeler, Robin Grubert, Andreas Weizel                            | 4:42  |
| 8.  | Im Rausch der Gezeiten         | Alina Süggeler, Guy Chambers              | Alina Süggeler, Guy Chambers, Andreas Weizel                             | 4:03  |
| 9.  | Im nächsten Leben              | Alina Süggeler, Robin Grubert             | Alina Süggeler, Guy Chambers                                             | 3:36  |
| 10. | Miss You                       | Alina Süggeler, Rick Nowels               | Alina Süggeler, Rick Nowels                                              | 4:29  |
| 11. | Große Erwartungen              | Alina Süggeler                            | Alina Süggeler, Andreas Weizel                                           | 3:09  |
| 12. | Deine Liebe                    | Alina Süggeler, Robin Grubert             | Alina Süggeler, Robin Grubert                                            | 4:44  |

Extra zur CD-Version

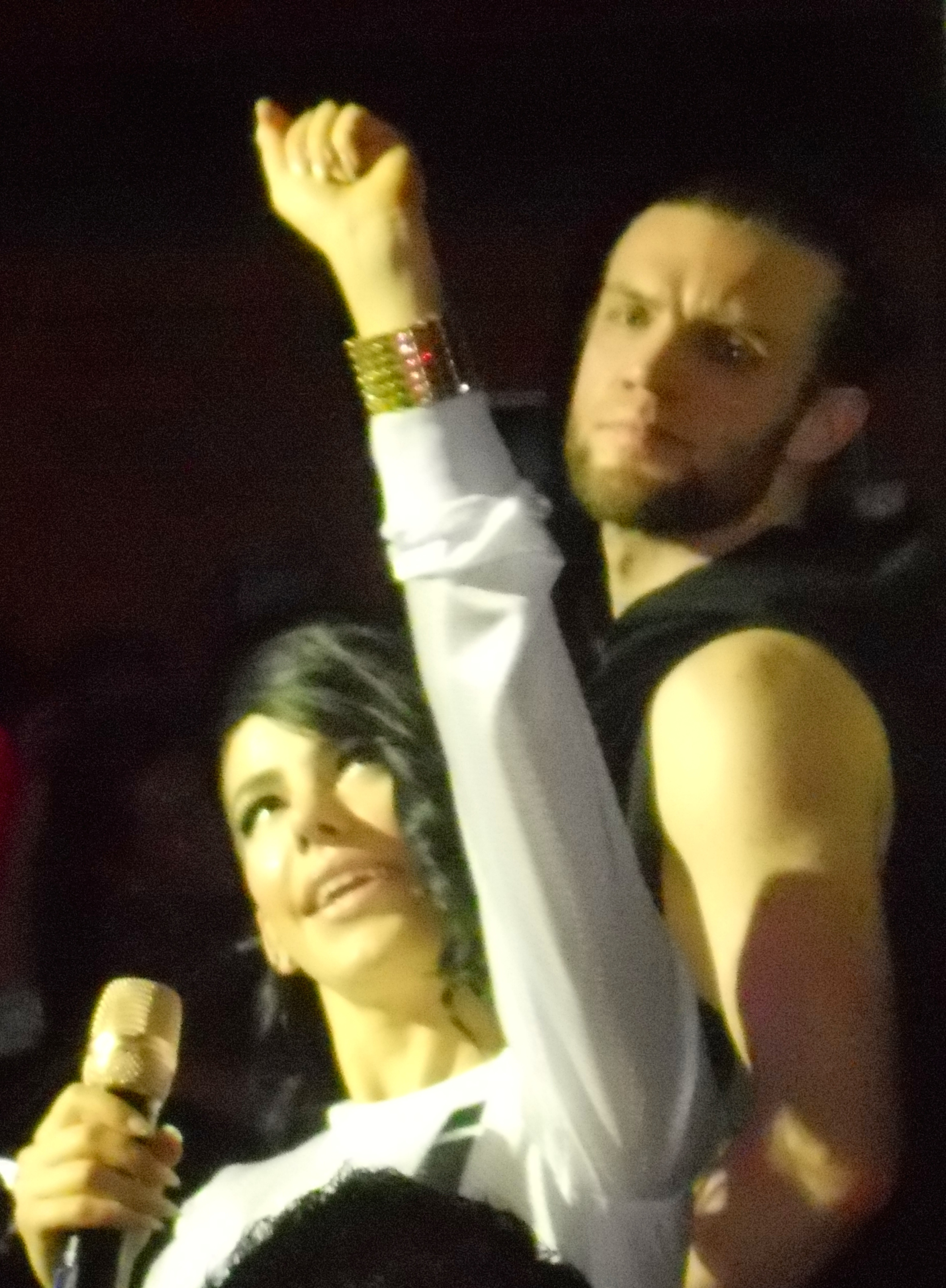
Frida Gold während ihrer Liebe ist meine Rebellion-Tournee in Bremen.

Download: Liebe ist meine Rebellion (Milk & Sugar Remix)

### Weitere Versionen

#### iTunes
1. Track by Track – 13:11 (iTunes-Bonustrack)

#### Limited Deluxe Fanbox
1. Liebe ist meine Rebellion (Acoustic Version)

Disc 2 Deluxe Fanbox:Bonus-Videos
1. Liebe ist meine Rebellion (Musikvideo)
2. Making of „Liebe ist meine Rebellion“
3. Entstehungsgeschichte des Songs Liebe ist meine Rebellion
4. Liebe ist meine Rebellion (Lyric-Video)
5. Behind The Scenes – Echo 2013
6. Making of Covershoot Ranking

Die Deluxe Fanbox enthält zusätzlich eine Frida Gold Logokette in Samtbeutel und ein Wendeposter.

## Charterfolge
Album

| Jahr | Titel                    | Höchstplatzierung, Gesamtwochen, AuszeichnungChartplatzierungen (Jahr, Titel, Platzierungen, Wochen, Auszeichnungen, Anmerkungen) | Höchstplatzierung, Gesamtwochen, AuszeichnungChartplatzierungen (Jahr, Titel, Platzierungen, Wochen, Auszeichnungen, Anmerkungen) | Höchstplatzierung, Gesamtwochen, AuszeichnungChartplatzierungen (Jahr, Titel, Platzierungen, Wochen, Auszeichnungen, Anmerkungen) | Anmerkungen                                             |
| Jahr | Titel                    | DE | AT | CH | Anmerkungen                                             |
| ---- | ------------------------ | --- | --- | --- | ------------------------------------------------------- |
| 2013 | Liebe ist meine Religion | DE1 Gold · (17 Wo.)DE | AT21 (1 Wo.)AT | CH25 (1 Wo.)CH | Erstveröffentlichung: 28. Juni 2013 Verkäufe: + 100.000 |

Singles

| Jahr | Titel                     | Höchstplatzierung, Gesamtwochen, AuszeichnungChartplatzierungen (Jahr, Titel, , Platzierungen, Wochen, Auszeichnungen, Anmerkungen) | Höchstplatzierung, Gesamtwochen, AuszeichnungChartplatzierungen (Jahr, Titel, , Platzierungen, Wochen, Auszeichnungen, Anmerkungen) | Höchstplatzierung, Gesamtwochen, AuszeichnungChartplatzierungen (Jahr, Titel, , Platzierungen, Wochen, Auszeichnungen, Anmerkungen) | Anmerkungen                                            |
| Jahr | Titel                     | DE | AT | CH | Anmerkungen                                            |
| ---- | ------------------------- | --- | --- | --- | ------------------------------------------------------ |
| 2013 | Liebe ist meine Rebellion | DE4 Gold · (21 Wo.)DE | AT55 (8 Wo.)AT | CH75 (1 Wo.)CH | Erstveröffentlichung: 17. Mai 2013 Verkäufe: + 150.000 |

## Liebe ist meine Rebellion Tour
Diese Liste ist eine Übersicht der Konzerte die bei der Liebe ist meine Rebellion Tour gespielt wurden. Im Vorprogramm der Konzerte trat der Musiker Liam auf.
| Datum            | Stadt             | Veranstaltungsort | Land        |
| ---------------- | ----------------- | ----------------- | ----------- |
| 28. Februar 2014 | München           | Muffatwerk        | Deutschland |
| 1. März 2014     | Stuttgart         | LKA Longhorn      | Deutschland |
| 2. März 2014     | Saarbrücken       | Garage            | Deutschland |
| 4. März 2014     | Frankfurt am Main | Batschkapp        | Deutschland |
| 5. März 2014     | Mannheim          | Capitol           | Deutschland |
| 7. März 2014     | Hannover          | Capitol           | Deutschland |
| 8. März 2014     | Hamburg           | Docks             | Deutschland |
| 9. März 2014     | Berlin            | Huxleys           | Deutschland |
| 11. März 2014    | Rostock           | Moya              | Deutschland |
| 12. März 2014    | Bremen            | Aladin Music Hall | Deutschland |
| 13. März 2014    | Dortmund          | FZW               | Deutschland |
| 15. März 2014    | Köln              | Live Music Hall   | Deutschland |
| 24. April 2014   | Würzburg          | Posthalle         | Deutschland |
| 25. April 2014   | Leipzig           | Werk II           | Deutschland |
| 26. April 2014   | Erfurt            | Stadtgarten       | Deutschland |
| 27. April 2014   | Dresden           | Alter Schlachthof | Deutschland |

## Rezension

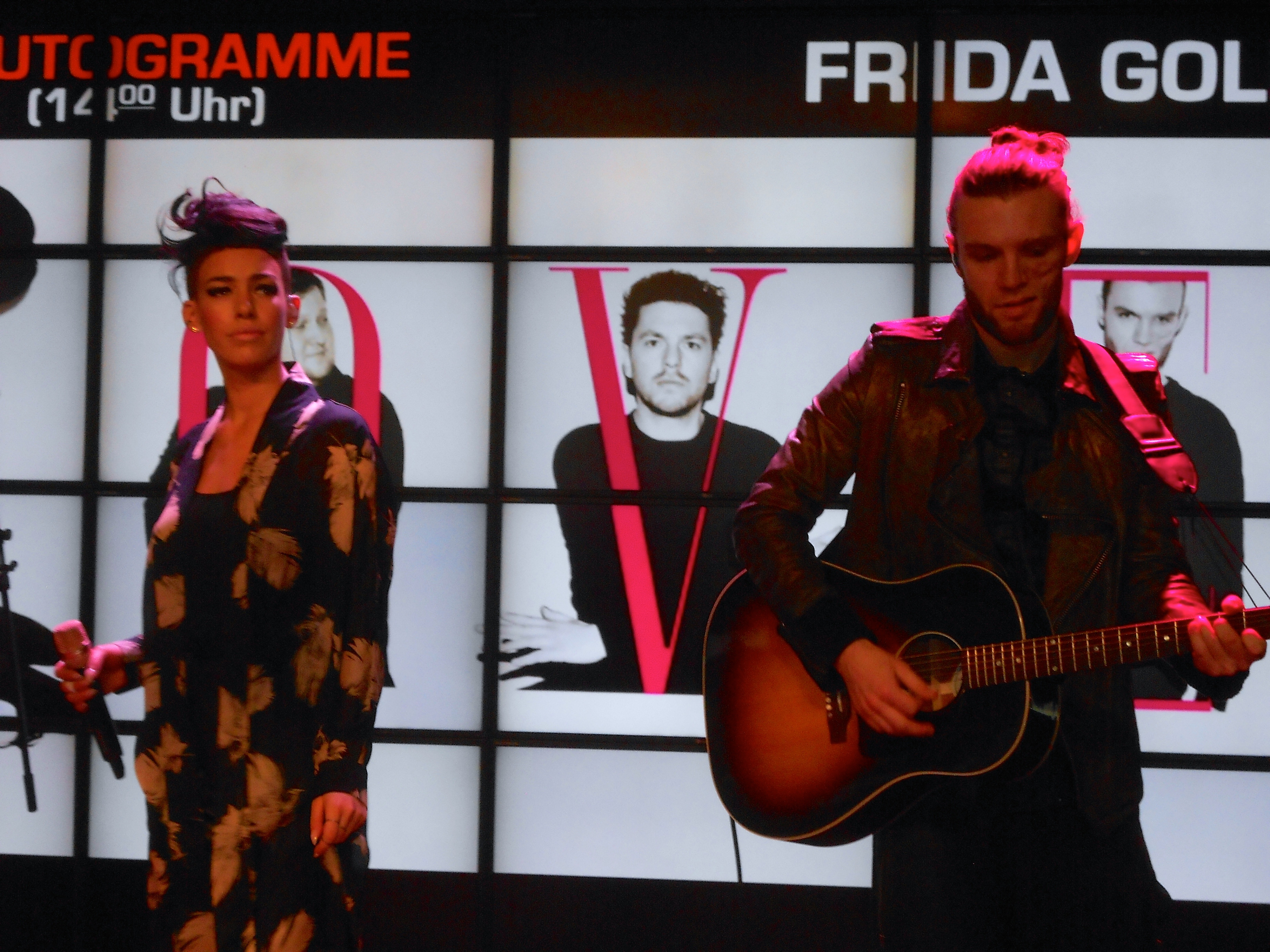
Frida Gold während einer Autogrammstunde in Hamburg, wo sie die Songs vom zweiten Album vorstellten.

Die Kritiken zu Liebe ist meine Religion fielen gemischt aus. Kai Butterweck von Laut.de vergab drei von fünf möglichen Punkten und meint Frida Gold präsentieren sich auf ihrem zweiten Album in einer fast maßgeschneiderten Klang-Garderobe. Die zwölf neuen Lieder würden nahtlos an das Erstwerk Juwel anknüpfen. Er lobt die detailverliebte Arrangements und nachdenkliche Lyrics, welche die Leerstellen im noch nicht ganz ausgereiften Debütalbum jetzt füllen würden. Er bewertet positiv die bekannten Eurodance-Vibes bei den Liedern 6 Billionen und Liebe ist meine Rebellion. Negativ bewertet er den Wechsel zwischen Deutsch und Englisch in den Texten, welche noch auf gewisse Unsicherheit verwiesen. Zudem kritisiert er, dass bei den Liedern Miss You und Deine Liebe der Kitsch überhandnehme.
Daniel Køtz von CDStarts.de vergab nur 2,5 von 10 möglichen Punkten. Auch er meint, Liebe ist meine Religion knüpfte am Erstling an, doch diesmal sei der Bogen überspannt worden. Die von Alina Süggeler und Andi Weizel geschriebenen Texte beständen aus Oberstufenraum-Poesie und Weisheiten, die auf ihrer ganz eigenen Art und Weise schwer zu ertragen sind. Zudem gebe der Wechsel aufs Englische den Liedern eine unangenehme Flapsigkeit. Musikalisch sei ihm das Album zu glatt und glanzlos. Er kritisiert, die Single Liebe ist meine Rebellion münde in pumpenden Dance-Pop und bezeichnet Eurodance als Trash. Die Mischung aus Pop-, Elektro- und Dance-Klängen sei innovationsarmer und langweiliger als auf dem Debütalbum Juwel. Positiv bewertet er das Lied Die Dinge haben sich verändert, als eine durchaus gefällige Ballade. Als Fazit zieht Køtz, das Album wäre mehr Schein als Sein und stehe zwischen den Stühlen und wirke belanglos, enttäuschend und nichtssagend.
Björn Strößner von Bayern 3 gibt dem Album 3,5 von 5 möglichen Punkten und bewertet den Wechsel zwischen Deutsch und Englisch als positiv. Alle Lieder seien gut produziert. Auch der komplett auf Englisch gesungene Titel Miss You stehe Frida Gold nicht schlecht. Als Fazit zieht Strößner, das Album sei eingängig und tanzbar – manchmal jedoch etwas zu bemüht philosophisch, aber es wäre ein gutes deutsches Popalbum.